# Jorge Lencina
Jorge Daniel Lencina (ur. 26 marca 1976) – argentyński judoka. Trzykrotny olimpijczyk i paraolimpijczyk. Zajął siódme miejsce w Atenach 2004, 21. w Atlancie 1996 i odpadł w eliminacjach w 
Sydney 2000. Walczył w wadze ekstra i półlekkiej. Zdobył dwa brązowe medale na igrzyskach paraolimpijskich w 2008 i 2012; brał udział w turnieju w 2016 roku.
Uczestnik mistrzostw świata w 1995, 1997 i 1999. Startował w Pucharze Świata w latach 1993, 1995, 1996, 1998. Brązowy medalista igrzysk panamerykańskich w 1995 i 1999; siódmy w 2003. Pierwszy na igrzyskach Ameryki Południowej w 2002 i drugi w 1994. Zdobył trzy medale mistrzostw panamerykańskich w latach 1997 – 2003. Wicemistrz mistrzostw Ameryki Południowej w 1997 roku.

## Letnie Igrzyska Olimpijskie 2004
| Konkurencja | Eliminacje               | Repasaże                      | Repasaże                  | Repasaże                  | Klas. końcowa |
| Konkurencja | Przeciwnik I             | Przeciwnik I                  | Przeciwnik II             | Przeciwnik III            | Miejsce       |
| ----------- | ------------------------ | ----------------------------- | ------------------------- | ------------------------- | ------------- |
| 66 kg       | Masato Uchishiba (JPN) P | Gantömörijn Daszdawaa (MGL) Z | Magomied Dżafarow (RUS) Z | Dawit Margoszwili (GEO) P | 7.            |

## Letnie Igrzyska Olimpijskie 2000
| Konkurencja | Eliminacje             | Klas. końcowa |
| Konkurencja | Przeciwnik I           | Miejsce       |
| ----------- | ---------------------- | ------------- |
| 60 kg       | Ajdyn Smagułow (KGZ) P | 1 runda.      |

## Letnie Igrzyska Olimpijskie 1996
| Konkurencja | Eliminacje             | Klas. końcowa |
| Konkurencja | Przeciwnik I           | Miejsce       |
| ----------- | ---------------------- | ------------- |
| 60 kg       | Nazim Hüseynov (AZE) P | 21.           |